# Barna Ferdinánd
Nyermeghi Barna Ferdinánd (Nagykároly, 1825. május 23. – Budapest, 1895. július 21.) magyar nyelvész, műfordító, könyvtáros, a Magyar Tudományos Akadémia levelező tagja (1868).

## Életútja
Apja, Barna Pál a nagykárolyi kegyesrendi gimnázium civil tanáraként dolgozott, anyja Thury Borbála. A szakirodalom két fivérét említ: bátyja Ignác (1822–1894), fogorvos, műfordító és a Magyar Tudományos Akadémia tagja, fiatalabb fivére a jogász végzettségű Zsigmond (1832–1883), a főváros tanácsosa volt. Minden bizonnyal volt még testvére, mivel Barna Ferdinánd gyászjelentését „Barna Terézia mint testvér” adta ki. 
Középiskoláit szülővárosában és a debreceni katolikus gimnáziumban végezte, majd 1941-ben Nagyváradon, 1842-ben pedig Szatmáron filozófiai tanfolyamra járt. 1842–1843-ban Pesten, majd 1843–1844-ben Pécsen végzett jogi stúdiumokat. 1844–1845-ben rövid ideig a keszthelyi Georgikonban gazdasági ismereteket tanult. 1845-ben felesküdött királyi hivatali jegyzőnek, 1846-ban pedig letette ügyvédi vizsgáját. 1848–1849-ben önkéntes nemzetőr volt az erdélyi seregnél. A szabadságharc után tíz évig ügyvédként dolgozott szülővárosában és Szatmáron.
1859-ben pénzügyi fogalmazónak nevezték ki, de 1860-ban felhagyott tanult szakmája művelésével, és a Magyar Nemzeti Múzeum könyvtárának segédőre lett. 1868–1869-ben állami ösztöndíjjal a müncheni Bajor Állami Könyvtárban tanulmányozta a könyvtárrendezés módszereit, és hazatérése után az ott használt szakrendszer alapján átszervezte a múzeum könyvtárának állományát; ezt a munkát 1875-ben fejezte be. 1871-ben megjelent Kalevala-fordítása. 1875-től a múzeumi könyvtár őrének nevezték ki. 1889-ben címzetes őri rangban vonult nyugdíjba.
Visszavonulásában bizonyosan szerepet játszott ugyanebben az évben kapott agyvérzése. Ahogy a Vasárnapi Ujságban megjelent nekrológban írták: „Ettől kezdve szellemi munkára képtelen levén, elhagyatottan, élő-halottként vánszorgott a főváros utczáin a nélkül, hogy bármiféle társaságba ment volna. Kín volt reá nézve az élet.”

## Munkássága
Kutatásainak homlokterében a finnugor nyelvek, a magyarok ősműveltsége és pogány hitvilága állt.
Első fontos publikációi 1862-ben jelentek meg, egyebek mellett Galeotto Marzióról és a finn folklórról. Amikor 1868-ban a Magyar Tudományos Akadémia levelező tagjai közé választotta, még nagyon keveset publikált. Életének legtevékenyebb korszaka 1867 és 1887 közé esett, ekkor írta, illetve olvasta fel közel két tucat terjedelmes őstörténeti, nyelvészeti, mitológiai értekezését. Munkái életének utolsó 30 évében jelentek meg, de van olyan rövid írása, amelyet csak halála után jelentett meg a Magyar Nyelvőr.  
Ő fordította le először magyar nyelvre a finnek nemzeti eposzát, a Kalevalát. Ezen kívül több tanulmányában vizsgálta a finn költészettel azzal a céllal, hogy a magyar ősköltészetre vonhasson le következtetéseket. Összefoglalta a mordvinok és az udmurtok múltját és jelenét, mitológiáját, kereste a rokon népek költészete és a mi ősköltészetünk közti kapcsolatokat. Emellett a magyar nyelvtudomány kérdései is foglalkoztatták (pl. A hangsúlyról, A mutató névmás hibás használatáról, Egy szavazat a nyelvújítás ügyében). Az ugor–török vitába is bekapcsolódott, Vámbéry Ármin munkájáról terjedelmes kritikát publikált. A hangsúlyról szóló tanulmányaiban a szóhangsúly, szakaszhangsúly és mondathangsúly kérdéseit vizsgálta, elemezve a különböző nyelvek fonetikai jellegzetességeit ezen a téren, kutatta a hangsúly hatását a nyelvtanulásra és a nyelvek közötti kölcsönhatásokra, a magyar, német, finn és más nyelvek összehasonlításó elemzésével.
Barna Ferdinánd jelentőségét Domokos Péter foglalta össze a legrészletesebben 1987-ben megjelent monográfiájában. Az ő értékelése alapján Barna a 19. századi magyar finnugrisztika jelentős alakjainak egyike volt Reguly Antal és Hunfalvy Pál mellett, aki a nyelvészeti megközelítésen túl a rokon népek kultúrájának és mitológiájának a magyar műveltségbe való integrálására törekedett. Bár nyelvészeti képzettsége korlátozott volt, a magyar régmúlt feltárására irányuló, komplex szemlélete és Kalevala fordítása révén hatással volt a korabeli tudományos gondolkodásra, inspirálva más kutatókat is, így például Kandra Kabos mitológiájának megírását is. A tudományos specializáció előretörésével szemlélete meghaladottá vált, munkássága háttérbe szorult, és a későbbi tudománytörténeti munkák gyakran mellőzték. Ennek ellenére úttörő törekvései a finnugrisztika komplex megközelítésének irányába fontosak voltak a tudományág fejlődése szempontjából. 

### Társasági tagságai
1868-ban megválasztották a Magyar Tudományos Akadémia levelező tagjainak sorába. Miután 1871-ben megjelent Kalevala-fordítása, 1872-ben tagjává választotta a Finn Irodalmi Társaság, 1884-től pedig a Finnugor Társaság kültagja volt.

## Művei
- A finn költészetről, tekintettel a magyar ősköltészetre. Pest: Eggenberger. 1872.  (= Értekezések a Nyelv- és Széptudományok köréből, III/6.)
- A határozott és határozatlan mondatról. Budapest: Eggenberger. 1874.  (= Értekezések a Nyelv- és Széptudományok köréből, IV/4.)
- Nyelvészkedő hajlamok a magyar népnél. Budapest: Akadémia. 1875.  (= Értekezések a Nyelv- és Széptudományok köréből, V/1.)
- A hangsúlyról a magyar nyelvben. Budapest: Akadémia. 1875.  (= Értekezések a Nyelv- és Széptudományok köréből, V/3.)
- A mordvaiak történelmi viszontagságai. Budapest: Akadémia. 1877.  (= Értekezések a Nyelv- és Széptudományok köréből, VI/8.)
- Egy szavazat a nyelvújítás ügyében. Budapest: Akadémia. 1877.  (= Értekezések a Nyelv- és Széptudományok köréből, VII/1.)
- Néhány ősműveltségű tárgy neve a magyarban. Budapest: Akadémia. 1878.  (= Értekezések a Nyelv- és Széptudományok köréből, VII/5.)
- A mordvaiak pogány istenei és ünnepi szertartásai. Budapest: Akadémia. 1878.  (= Értekezések a Nyelv- és Széptudományok köréből, VIII/2.)
- Ősvallásunk főistenei. Budapest: Akadémia. 1881.  (= Értekezések a Nyelv- és Széptudományok köréből, IX/7.)
- Ősvallásunk kisebb isteni lényei és áldozati szertartásai. Budapest: Akadémia. 1881.  (= Értekezések a Nyelv- és Széptudományok köréből, IX/9.)
- Vámbéry Ármin „A magyarok eredete” czímű műve néhány főbb állításának bírálata. Budapest: Akadémia. 1884.  (= Értekezések a Nyelv- és Széptudományok köréből, XI/10.)
- A votják nép múltja és jelene. Budapest: Akadémia. 1885.  (= Értekezések a Nyelv- és Széptudományok köréből, XIII/2.)
- A mordva nép házassági szokásai. Budapest: Akadémia. 1887.  (= Értekezések a Nyelv- és Széptudományok köréből, XIV/3.)

### Műfordításai
- Galeotti: Jellemvonások Mátyás király életéből. Pest: Fordító. 1862.
- Kalevala: A finnek nemzeti eposza. Pest: Magyar Tudományos Akadémia. 1871.